# Erythras (Rotes Meer)
Erythras (altgriechisch Ἐρύθρας) ist ein mythischer König der Antike. Nach ihm ist der antiken Überlieferung zufolge das Rote Meer benannt, das im Altgriechischen Ἐρυθρὰ θάλασσα Erythra thalassa genannt wurde.
Am ausführlichsten überliefert der Autor Agatharchides die Geschichte des Erythras in seinem Werk Über das Rote Meer: Der Sage nach waren dem Perser Erythras seine Pferde durchgegangen, da eine Löwin sie verfolgte, und auf eine Insel geschwommen. Erythras baute ein Floß, um sie einzufangen. Die Insel gefiel ihm, und so gründete er dort und auf den umliegenden Inseln Siedlungen. Da er als erster Mensch das Rote Meer überquert habe, sei es nach ihm benannt worden. Agatharchides nannte dies die wahre Geschichte, überlieferte aber auch alternative Herleitungen des Namens, darunter einen Mythos aus der Stadt Argos, nach dem Erythras ein Sohn des Perseus sei. Agatharchides bewertet diese Sage, nach der Erythras aus dem Königshaus von Argos stammt, als Lügengeschichte.
Da das griechische Wort ἐρυθρός erythros, deutsch ‚rot‘ bedeutet, wurde der Name des Meeres in die meisten Sprachen als „rotes Meer“ übertragen. Bereits in der Antike gab es Missverständnisse aufgrund des Doppelsinns des Namens, und seine Herkunft war umstritten. Plinius der Ältere hielt fest, das Meer sei nach Erythras benannt, gab aber auch die abweichende Meinung wieder, es hieße so aufgrund seiner roten Farbe, die durch Reflexionen des Sonnenlichts zustande komme. Curtius Rufus betonte ebenfalls, dass das Meer nach Erythras benannt sei: Schließlich unterscheide es sich in seiner Farbe nicht von anderen Meeren, und nur Unwissende hielten es für rot.
Auch Arrian leitete den Namen des Meeres von Erythras her und berichtete von dessen Grab auf einer Insel namens Oarakta. Strabon nannte die Insel Ogyris und beschrieb das Grab des Erythras als einen großen Grabhügel, auf dem Palmen wuchsen.